# 229国道
229國道（「國道229線」、「G229線」）是中华人民共和国的一條國道，为《国家公路网规划（2013-2030年）》中普通国道网47条南北纵线中的“纵二十八线”。其起點位于黑龙江省饶河县，終點在辽宁省蓋州市。
這條國道經過黑龙江、吉林和辽宁共三个省級行政區。

## 线路
| 城市名               | 距起点距离 |
| -------------------- | ---------- |
| 黑龙江省饶河县       | 0          |
| 黑龙江省宝清县       |            |
| 黑龙江省七台河市     |            |
| 黑龙江省勃利县       |            |
| 黑龙江省依兰县       |            |
| 黑龙江省方正县       |            |
| 黑龙江省延寿县       |            |
| 黑龙江省尚志市       |            |
| 黑龙江省五常市       |            |
| 吉林省舒兰市         |            |
| 吉林省九台市         |            |
| 吉林省长春市         |            |
| 吉林省伊通满族自治县 |            |
| 吉林省辽源市         |            |
| 辽宁省西丰县         |            |
| 辽宁省清原满族自治县 |            |
| 辽宁省新宾满族自治县 |            |
| 辽宁省凤城市         |            |
| 辽宁省岫岩满族自治县 |            |
| 辽宁省盖州市         |            |

### 长春市区至四平市伊通县分界
国道饶盖公路长春至依家屯（市界）段，原为长春至伊通省道。项目起点位于现有长春市前进大街与规划甲二路相交处，顺延前进大街规划线位向南上跨长春绕城高速公路(新建跨线桥)，经永春镇西侧绕越永春镇，向南从乐山镇西侧沿乐山镇规划边界通过，经后岭、西双庙，项目终点位于长春与四平交界的依家屯。项目全长 37.1公里，双向六车道一级公路，断面宽度33.5米，有大桥1座、中桥7座、小桥6座。总投资34.12亿元，建设期为2018年7月至2020年12月31日。长春至伊通省道旧路恢复工程全长38.3368公里，采用2车道三级公路标准，设计时速40公里每小时，有中桥8座459米(其中旧桥利用6座328米)，小桥5座92米，涵洞24道。 

## 资料来源
1. ↑  . www.jiutai.gov.cn. 长春市九台区交通局. 2017-03-24  [2017-08-05]. （原始内容存档于2017-08-05）.
2. ↑  .   [2019-01-13]. （原始内容存档于2019-06-06）.